# Edwin McMillan
Edwin Mattison McMillan (n. 18 septembrie 1907, Redondo Beach⁠(d), California, SUA – d. 7 septembrie 1991, El Cerrito⁠(d), California, SUA) a fost un chimist american, unul din oamenii importanți ai Proiectului Manhattan, laureat al Premiului Nobel pentru chimie (1951).